# 2011–2012-es spanyol labdarúgó-bajnokság (másodosztály)
A Segunda División 2011-12-es szezonja volt a bajnokság nyolcvanegyedik kiírása. A bajnokság hivatalos, szponzori neve Liga Adelante volt.
A bajnokság előtt a spanyol labdarúgók érdekvédelmi szervezete, az AFE sztrájkot hirdetett, így a bajnokság csak egy héttel később, augusztus 26-án kezdődött. A bajnokság alapszakaszának negyvenkét fordulója június 3-án ért véget, ekkor derült ki a két biztos feljutó, a négy rájátszást vívó, valamint a négy kieső csapat. A bajnoki címet a Deportivo szerezte meg, a másik egyenes úton feljutó csapat a Celta Vigo lett, előbbi egy, utóbbi hat év elteltével szerepelhetett ismét a legmagasabb osztályban.
A rájátszás június 6-án kezdődött a 3–6. helyezett csapatok, vagyis a Valladolid, az Alcorcón, a Hércules és a Córdoba részvételével, ezt végül a Valladolid nyerte az Alcorcón ellen.

## Résztvevők
| Csapat              | Város                      | Stadion                  | Befogadóképesség |
| ------------------- | -------------------------- | ------------------------ | ---------------- |
| Alcorcón            | Alcorcón (Madrid)          | Santo Domingo            | 5 400            |
| Alcoyano            | Alcoy                      | El Collao                | 4 500            |
| Almería             | Almería                    | Estadio del Mediterráneo | 22 000           |
| Barcelona B         | Barcelona                  | Mini Estadi              | 15 276           |
| Cartagena           | Cartagena                  | Cartagonova              | 14 500           |
| Celta Vigo          | Vigo                       | Balaídos                 | 31 800           |
| Córdoba             | Córdoba                    | Nuevo Arcángel           | 18 280           |
| Deportivo La Coruña | A Coruña                   | Riazor                   | 34 600           |
| Elche               | Elche                      | Martínez Valero          | 36 017           |
| Gimnàstic           | Tarragona                  | Nou Estadi               | 14 500           |
| Girona              | Girona                     | Montilivi                | 9 500            |
| Guadalajara         | Guadalajara                | Pedro Escartín           | 8 000            |
| Hércules            | Alicante                   | Estadio José Rico Pérez  | 30 000           |
| Huesca              | Huesca                     | El Alcoraz               | 5 300            |
| Las Palmas          | Las Palmas de Gran Canaria | Gran Canaria             | 31 250           |
| Murcia              | Murcia                     | Nueva Condomina          | 31 179           |
| Numancia            | Soria                      | Los Pajaritos            | 9 025            |
| Recreativo          | Huelva                     | Nuevo Colombino          | 21 670           |
| Sabadell            | Sabadell                   | Nova Creu Alta           | 20 000           |
| Valladolid          | Valladolid                 | José Zorrilla            | 26 512           |
| Villarreal B        | Vila-real                  | Ciudad Deportiva         | 5 000            |
| Xerez               | Jerez de la Frontera       | Chapín                   | 20 523           |

## Vezető személyek, szponzorok
| Csapat              | Elnök                   | Vezetőedző            | Mezgyártó          | Főszponzor                           |
| ------------------- | ----------------------- | --------------------- | ------------------ | ------------------------------------ |
| Alcorcón            | Julián Villena          | Juan Antonio Anquela  | Erreà              |                                      |
| Alcoyano            | Juan Serrano Morillas   | Luis César Sampedro   | Rasán              | Unión Alcoyana Seguros, Grupo Realsa |
| Almería             | Alfonso García Gabarrón | Esteban Vigo          | Rasán              | Urcisol.com                          |
| Barcelona B         | Sandro Rosell           | Eusebio Sacristán     | Nike               | Qatar Foundation, UNICEF             |
| Cartagena           | Francisco Gómez         | Carlos Ríos           | Kelme              | Bodegas Francisco Gómez              |
| Celta Vigo          | Carlos Mouriño          | Paco Herrera          | Li Ning            | Citroën, Estrella Galicia            |
| Córdoba             | Carlos González         | Paco Jémez            | Printing Dimension | CCF                                  |
| Deportivo La Coruña | Augusto Lendoiro        | José Luis Oltra       | Lotto              | Estrella Galicia, Leyma Natura       |
| Elche               | José Sepulcre           | César Ferrando        | Acerbis            | Comunitat Valenciana                 |
| Gimnàstic           | Antonio Vallverdú       | Jorge D'Alessandro    | N                  | Tarragona 2017                       |
| Girona              | Joaquim Boadas          | Javi Salamero         | Nike               | Grup Disbesa Darnés                  |
| Guadalajara         | Germán Retuerta Sánchez | Carlos Terrazas       | Joma               | Caja Guadalajara, Piscinas Polifibra |
| Hércules            | Valentín Botella Ros    | Juan Carlos Mandiá    | Nike               | Comunitat Valenciana                 |
| Huesca              | Fernando Losfablos      | Quique Hernández      | Bemiser            | CAI                                  |
| Las Palmas          | Miguel Ángel Ramírez    | Juan Manuel Rodríguez | KS                 | La Caja de Canarias                  |
| Murcia              | Miguel Álvarez Benítez  | Iñaki Alonso          | Joma               | No-typical                           |
| Numancia            | Francisco Rubio         | Pablo Machín          | Erreà              | Caja Rural                           |
| Recreativo          | Susana Duque            | Juan Manuel Rodríguez | Cejudo             | Cajasol                              |
| Sabadell            | Joan Soteras            | Lluís Carreras        | Kelme              | Maderas Rojas, Estrella Damm         |
| Valladolid          | Carlos Suárez           | Miroslav Đukić        | Kappa              |                                      |
| Villarreal B        | Fernando Roig           | Julio Velázquez       | Xtep               |                                      |
| Xerez               | Jesús Gómez             | Vicente Moreno        | Cejudo             | Cajasol                              |

## Végeredmény
| #  | Csapat           | M  | Gy | D  | V  | Lg | Kg | Gk  | P   | Megjegyzés                 |
| -- | ---------------- | -- | -- | -- | -- | -- | -- | --- | --- | -------------------------- |
| 1  | Deportivo (B)    | 42 | 29 | 4  | 9  | 76 | 45 | +31 | 91  | Feljutás: La Liga          |
| 2  | Celta Vigo (F)   | 42 | 26 | 7  | 9  | 83 | 37 | +46 | 85  | Feljutás: La Liga          |
| 3  | Valladolid (F)   | 42 | 23 | 13 | 6  | 69 | 37 | +32 | 82  | Osztályozó                 |
| 4  | Alcorcón         | 42 | 21 | 10 | 11 | 58 | 42 | +16 | 73  | Osztályozó                 |
| 5  | Hércules         | 42 | 22 | 6  | 14 | 62 | 43 | +19 | 72  | Osztályozó                 |
| 6  | Córdoba          | 42 | 20 | 11 | 11 | 52 | 43 | +9  | 71  | Osztályozó                 |
| 7  | Almería          | 42 | 18 | 16 | 8  | 63 | 43 | +20 | 70  |                            |
| 8  | Barcelona B      | 42 | 16 | 11 | 15 | 63 | 53 | +10 | 59  |                            |
| 9  | Las Palmas       | 42 | 16 | 10 | 16 | 58 | 59 | −1  | 58  |                            |
| 10 | Numancia         | 42 | 15 | 12 | 15 | 54 | 52 | +2  | 57  |                            |
| 11 | Elche            | 42 | 17 | 6  | 19 | 56 | 58 | −2  | 57  |                            |
| 12 | Villarreal B (K) | 42 | 14 | 10 | 18 | 54 | 64 | −10 | 521 | Kiesés: Segunda División B |
| 13 | Huesca           | 42 | 14 | 9  | 19 | 49 | 63 | −14 | 51  |                            |
| 14 | Xerez            | 42 | 13 | 11 | 18 | 50 | 66 | −16 | 50  |                            |
| 15 | Girona           | 42 | 12 | 13 | 17 | 58 | 61 | −3  | 49  |                            |
| 16 | Guadalajara      | 42 | 14 | 7  | 21 | 50 | 75 | −25 | 49  |                            |
| 17 | Recreativo       | 42 | 12 | 11 | 19 | 49 | 52 | −3  | 47  |                            |
| 18 | Murcia           | 42 | 13 | 8  | 21 | 49 | 67 | −18 | 47  |                            |
| 19 | Sabadell         | 42 | 11 | 13 | 18 | 45 | 64 | −19 | 46  |                            |
| 20 | Cartagena (K)    | 42 | 9  | 13 | 20 | 37 | 58 | −21 | 40  | Kiesés: Segunda División B |
| 21 | Alcoyano (K)     | 42 | 9  | 10 | 23 | 46 | 78 | −32 | 37  | Kiesés: Segunda División B |
| 22 | Gimnàstic (K)    | 42 | 6  | 13 | 23 | 37 | 58 | −21 | 31  | Kiesés: Segunda División B |

Forrás: LFP - Liga Adelante
Rendezési elv: 1.: több szerzett pont; 2.: egymás ellen szerzett több pont; 3.: egymás elleni gólkülönbség; 4.: egymás ellen szerzett több gól; 5.: gólkülönbség; 6.: több lőtt gól; 7.: Fair Play-pontok.
1Mivel az anyacsapat, a Villarreal kiesett, így a Villarreal B automatikusan kiesett a harmadosztályba
# = helyezés; M = játszott meccsek száma; Gy = győzelmek; D = döntetlenek; V = vereségek; Lg = lőtt gólok; Kg = kapott gólok; Gk = gólkülönbség; Pont = pontok; (B) = bajnok; (K) = kiesett; (F) = feljutott.

## Kereszttáblázat
|              | ADA | ALC | ALM | BAR | CAR | CEL | CÓR | DEP | ELC | GIM | GIR | GUA | HÉR | HUE | LPA | MUR | NUM | REC | SAB | VAL | VIL | XER |
| Alcorcón     |     | 2–1 | 1–1 | 2–2 | 1–0 | 0–0 | 2–0 | 4–0 | 3–1 | 0–1 | 1–0 | 1–0 | 1–0 | 2–0 | 3–1 | 3–0 | 2–2 | 2–1 | 1–0 | 2–2 | 1–1 | 0–1 |
| Alcoyano     | 0–0 |     | 2–2 | 1–4 | 2–2 | 0–3 | 3–3 | 2–0 | 4–0 | 0–0 | 2–1 | 0–1 | 0–5 | 0–3 | 2–0 | 1–3 | 1–1 | 2–1 | 2–1 | 0–1 | 1–1 | 0–1 |
| Almería      | 2–0 | 1–0 |     | 1–2 | 0–0 | 1–0 | 2–1 | 2–0 | 0–2 | 3–1 | 2–2 | 4–0 | 1–1 | 2–1 | 1–1 | 4–2 | 2–0 | 2–2 | 3–0 | 1–1 | 0–0 | 1–1 |
| Barcelona B  | 3–2 | 2–1 | 3–3 |     | 4–0 | 2–1 | 2–0 | 2–3 | 0–1 | 1–0 | 2–2 | 1–2 | 0–1 | 4–2 | 2–0 | 1–0 | 1–1 | 2–2 | 0–1 | 1–2 | 0–2 | 2–0 |
| Cartagena    | 0–2 | 1–2 | 1–1 | 0–4 |     | 1–1 | 0–0 | 2–1 | 1–1 | 1–3 | 1–1 | 0–2 | 0–3 | 2–0 | 0–0 | 1–2 | 2–1 | 3–1 | 1–0 | 0–0 | 6–2 | 0–0 |
| Celta Vigo   | 3–0 | 4–0 | 4–3 | 4–1 | 1–0 |     | 0–0 | 2–3 | 1–2 | 1–0 | 2–0 | 2–0 | 0–1 | 4–0 | 1–2 | 1–0 | 5–0 | 4–1 | 4–0 | 1–1 | 2–0 | 4–1 |
| Córdoba      | 3–1 | 3–0 | 1–1 | 1–1 | 2–0 | 0–0 |     | 0–2 | 2–0 | 4–2 | 1–0 | 3–2 | 3–1 | 3–1 | 1–0 | 2–1 | 1–0 | 0–0 | 0–0 | 2–0 | 1–1 | 2–1 |
| Deportivo    | 2–1 | 3–0 | 3–1 | 2–1 | 2–1 | 2–1 | 2–0 |     | 4–3 | 2–2 | 3–2 | 4–0 | 0–1 | 2–1 | 3–1 | 3–1 | 3–1 | 1–0 | 2–1 | 1–1 | 1–0 | 2–1 |
| Elche        | 6–0 | 1–2 | 1–3 | 3–0 | 2–1 | 0–2 | 0–1 | 3–2 |     | 1–0 | 1–0 | 2–3 | 0–3 | 1–2 | 1–2 | 1–0 | 2–2 | 0–3 | 1–1 | 1–2 | 3–0 | 1–0 |
| Gimnàstic    | 0–2 | 2–0 | 1–2 | 1–1 | 0–0 | 1–2 | 0–0 | 1–2 | 1–0 |     | 1–1 | 0–0 | 0–1 | 1–3 | 1–3 | 0–2 | 1–1 | 1–2 | 5–0 | 0–3 | 0–1 | 0–1 |
| Girona       | 0–0 | 5–1 | 0–1 | 1–1 | 0–2 | 0–1 | 3–1 | 1–0 | 1–4 | 3–2 |     | 0–0 | 1–0 | 1–1 | 4–2 | 1–1 | 2–0 | 0–0 | 1–1 | 1–1 | 2–1 | 5–3 |
| Guadalajara  | 1–2 | 1–1 | 0–1 | 2–0 | 2–0 | 0–3 | 3–1 | 1–2 | 2–4 | 1–0 | 1–4 |     | 1–2 | 2–1 | 1–1 | 2–1 | 1–0 | 0–2 | 1–0 | 0–3 | 0–2 | 1–2 |
| Hércules     | 1–0 | 1–0 | 0–0 | 2–1 | 2–0 | 1–0 | 1–0 | 1–4 | 1–2 | 1–3 | 4–2 | 5–0 |     | 2–0 | 2–1 | 0–1 | 1–3 | 0–1 | 1–0 | 2–2 | 0–2 | 2–2 |
| Huesca       | 0–3 | 3–3 | 1–0 | 0–1 | 1–0 | 1–1 | 0–1 | 0–2 | 0–1 | 0–0 | 2–1 | 2–1 | 1–2 |     | 2–0 | 2–2 | 2–1 | 0–2 | 0–0 | 2–2 | 1–0 | 2–1 |
| Las Palmas   | 2–0 | 1–0 | 2–2 | 3–1 | 1–2 | 3–1 | 0–1 | 0–1 | 1–1 | 1–0 | 3–2 | 3–2 | 2–0 | 1–3 |     | 1–1 | 1–1 | 0–0 | 3–2 | 1–0 | 3–1 | 0–0 |
| Murcia       | 0–2 | 3–2 | 0–2 | 0–2 | 2–1 | 1–3 | 2–1 | 0–0 | 0–2 | 2–2 | 1–2 | 0–2 | 2–6 | 0–1 | 1–2 |     | 2–1 | 0–3 | 1–0 | 2–0 | 3–1 | 0–0 |
| Numancia     | 0–1 | 2–0 | 1–0 | 3–0 | 0–0 | 0–2 | 5–0 | 0–3 | 3–0 | 0–0 | 1–0 | 4–0 | 2–1 | 1–1 | 3–2 | 1–0 |     | 1–0 | 2–1 | 1–4 | 0–1 | 2–2 |
| Recreativo   | 1–2 | 1–3 | 0–1 | 0–0 | 1–2 | 1–2 | 0–1 | 0–1 | 1–0 | 2–2 | 3–0 | 4–2 | 1–0 | 1–1 | 4–2 | 0–2 | 1–1 |     | 1–1 | 1–1 | 3–1 | 1–2 |
| Sabadell     | 1–0 | 2–2 | 2–1 | 0–0 | 3–2 | 1–2 | 0–3 | 1–0 | 0–0 | 1–0 | 2–3 | 2–2 | 1–1 | 2–1 | 1–1 | 2–2 | 1–3 | 1–0 |     | 1–4 | 3–1 | 2–0 |
| Valladolid   | 1–1 | 2–0 | 1–1 | 1–0 | 2–1 | 1–2 | 2–0 | 0–0 | 2–1 | 4–0 | 1–0 | 1–3 | 1–1 | 3–0 | 2–1 | 1–3 | 2–1 | 1–0 | 2–0 |     | 2–1 | 2–1 |
| Villarreal B | 0–3 | 4–3 | 2–1 | 0–0 | 0–0 | 2–3 | 1–1 | 0–1 | 2–0 | 3–2 | 2–2 | 3–3 | 0–1 | 4–2 | 1–4 | 2–0 | 0–0 | 2–0 | 3–4 | 0–1 |     | 3–1 |
| Xerez        | 2–2 | 1–0 | 0–1 | 0–6 | 3–0 | 3–3 | 1–2 | 3–2 | 0–0 | 0–0 | 2–1 | 0–2 | 2–1 | 1–3 | 2–0 | 3–1 | 1–2 | 3–1 | 2–2 | 0–4 | 0–1 |     |

## Rájátszás
| 1. csapat | Össz.      | 2. csapat  | 1. mérk. | 2. mérk. |
| --------- | ---------- | ---------- | -------- | -------- |
| Hércules  | 1–1 (i.g.) | Alcorcón   | 1–1      | 0–0      |
| Córdoba   | 1–3        | Valladolid | 0–0      | 0–3      |

### Elődöntő

#### Első mérkőzések
| 2012. június 6. 20:00 |

| Hércules                                        | 1–1               | Alcorcón                            |
| ----------------------------------------------- | ----------------- | ----------------------------------- |
| Escassi 44' Sardinero 57' Aganzo 65' Samuel 73' | (0–1) Jegyzőkönyv | Ángel 1' Manu Herrera 55' Riera 89' |

| José Rico Pérez, Alicante Nézőszám: 12000 Játékvezető: Daniel Ocón Arráiz |

| 2012. június 6. 22:00 |

| Córdoba                                   | 0–0               | Valladolid                                          |
| ----------------------------------------- | ----------------- | --------------------------------------------------- |
| Caballero 10' Gálvez 70' Ximo Navarro 70' | (0–0) Jegyzőkönyv | Ócar 23' Víctor Pérez 37' Nafti 73' Javi Guerra 87' |

| Nuevo Arcángel, Córdoba Nézőszám: 11773 Játékvezető: Eduardo Prieto Iglesias |

#### Visszavágók
| 2012. június 10. 20:00 |

| Valladolid                                                           | 3–0               | Córdoba                                             |
| -------------------------------------------------------------------- | ----------------- | --------------------------------------------------- |
| Rueda 25' Ócar 50' Javi Guerra 64' Sisi 70' Baraja 84' Jofre 86' 88' | (0–0) Jegyzőkönyv | Gaspar 4' López Garai 88' Alberto 88' Dubarbier 89' |

| Nuevo José Zorrilla, Valladolid Nézőszám: 18064 Játékvezető: Santiago Jaime Latre |

| 2012. június 10. 22:00 |

| Alcorcón                                    | 0–0               | Hércules                                                    |
| ------------------------------------------- | ----------------- | ----------------------------------------------------------- |
| Manu 56' Ángel 84' Saúl 83' Sergio Mora 89' | (0–0) Jegyzőkönyv | Peña 34' Gilvan 44' Aganzo 67′, 89′ Arbilla 89' Aguilar 89' |

| Santo Domingo, Alcorcón (Madrid) Játékvezető: Jesús Gil Manzano |

### Döntő
| 2012. június 13. 21:00 |

| Alcorcón                         | 0–1               | Valladolid                                         |
| -------------------------------- | ----------------- | -------------------------------------------------- |
| Nagore 2' Bermúdez 62' Rueda 66' | (0–1) Jegyzőkönyv | Javi Guerra 29' Peña 52' Balenziaga 85' Baraja 89' |

| Santo Domingo, Alcorcón (Madrid) Nézőszám: 4700 Játékvezető: Juan Martínez Munuera |

| 2012. június 16. 21:00 |

| Valladolid                     | 1–1               | Alcorcón                               |
| ------------------------------ | ----------------- | -------------------------------------- |
| Javi Guerra 52' 64' Baraja 89' | (0–1) Jegyzőkönyv | Rueda 16' Agus 34' Riera 34' Sales 44' |

| Nuevo José Zorrilla, Valladolid Nézőszám: 26500 Játékvezető: José Alejandro Hernández Hernández |

## Díjak, statisztikák

### Góllövőlista
| # | Játékos          | Klub                | Gól |
| - | ---------------- | ------------------- | --- |
| 1 | Leonardo Ulloa   | Almería             | 28  |
| 2 | Iago Aspas       | Celta Vigo          | 23  |
| 3 | Ferran Corominas | Girona              | 18  |
| 4 | Borja García     | Córdoba             | 17  |
| 4 | Javi Guerra      | Valladolid          | 17  |
| 6 | Manuel Gato      | Alcoyano            | 14  |
| 6 | Lassad Nouioui   | Deportivo La Coruña | 14  |
| 8 | Ángel Rodríguez  | Elche               | 13  |
| 8 | Míchel           | Hércules            | 13  |
| 8 | Fabián Orellana  | Celta Vigo          | 13  |
| 8 | Óscar González   | Valladolid          | 13  |
| 8 | Quini            | Alcorcón            | 13  |
| 8 | Riki             | Deportivo La Coruña | 13  |

- Forrás: Marca

### Zamora-díj
| Kapus               | Kapott gól | Mérkőzés | Átlag | Csapat              |
| ------------------- | ---------- | -------- | ----- | ------------------- |
| Jaime Jiménez       | 36         | 40       | 0.9   | Valladolid          |
| Manu Herrera        | 42         | 42       | 1     | Alcorcón            |
| Esteban Suárez      | 43         | 42       | 1.02  | Almería             |
| Ismael Falcón       | 39         | 38       | 1.03  | Hércules            |
| Alberto García      | 37         | 36       | 1.03  | Córdoba             |
| Daniel Aranzubia    | 43         | 38       | 1.13  | Deportivo La Coruña |
| Manu Fernández      | 44         | 35       | 1.26  | Recreativo          |
| Juan Carlos Sánchez | 49         | 38       | 1.29  | Elche               |
| Rubén Pérez         | 58         | 42       | 1.38  | Gimnàstic           |
| Diego Mariño        | 47         | 34       | 1.38  | Villarreal B        |

- Forrás: Marca

### Fair Play-lista
Sárga és piros lapok, eltiltások, szurkolók viselkedése és egyéb aspektusok alapján.
| #  | Csapat              | Mérkőzés | Pont |
| -- | ------------------- | -------- | ---- |
| 1  | Barcelona B         | 42       | 91   |
| 2  | Valladolid          | 42       | 113  |
| 3  | Alcorcón            | 42       | 119  |
| 4  | Celta Vigo          | 42       | 121  |
| 5  | Deportivo La Coruña | 42       | 123  |
| 6  | Recreativo          | 42       | 131  |
| 7  | Gimnàstic           | 42       | 132  |
| 8  | Córdoba             | 42       | 133  |
| 9  | Sabadell            | 42       | 137  |
| 10 | Almería             | 42       | 146  |
| 11 | Girona              | 42       | 147  |
| 12 | Numancia            | 42       | 148  |
| 13 | Villarreal B        | 42       | 156  |
| 14 | Huesca              | 42       | 158  |
| 15 | Guadalajara         | 42       | 168  |
| 16 | Las Palmas          | 42       | 179  |
| 17 | Alcoyano            | 42       | 180  |
| 18 | Xerez               | 42       | 181  |
| 19 | Murcia              | 42       | 185  |
| 20 | Hércules            | 42       | 187  |
| 21 | Cartagena           | 42       | 202  |
| 22 | Elche               | 42       | 211  |

### Érdekességek
- A szezon első gólja: Xabier Etxeita (Elche CF) a Girona FC ellen (2011. augusztus 26.)
- Legkorábban szerzett gól: 50 másodperc – Leonardo Ulloa (UD Almería) az Elche CF ellen (2011. szeptember 23.)
- Legkésőbb szerzett gól: 90+5. perc
  - Grégory Béranger (Elche CF) a Girona FC ellen (2011. augusztus 26.)
  - Gerard Moreno (Villarreal CF B) a Xerez CD ellen (2011. december 10.)
- Legnagyobb gólkülönbségű győzelem: 6 gól
  - Elche CF–AD Alcorcón 6–0 (2011. december 16.)
  - Xerez CD–FC Barcelona B 0–6 (2012. június 3.)
- Legtöbb gól egy mérkőzésen: 8
  - Girona FC–Xerez CD 5–3 (2012. március 10.)
  - Real Murcia CF–Hércules CF 2–6 (2012. április 14.)
  - FC Cartagena–Villarreal CF B 6–2 (2012. május 27.)
- A szezon első mesterhármasa: Joselu (Villarreal CF B) a Gimnàstic de Tarragona ellen (2011. szeptember 30.)
- Legtöbb egy játékos által szerzett gól egy mérkőzésen: 3
  - Joselu (Villarreal CF B) a Gimnàstic de Tarragona ellen (2011. szeptember 30.)
  - Ángel Rodríguez (Elche CF) az AD Alcorcón ellen (2011. december 16.)
  - Javi Guerra (Real Valladolid CF) a CE Sabadell FC ellen (2012. január 7.)
  - Leonardo Ulloa (UD Almería) a CD Guadalajara ellen (2012. január 14.)
  - Óscar González (Real Valladolid CF) a Gimnàstic de Tarragona ellen (2012. február 5.)
  - Julio Álvarez (CD Numancia) az Elche CF ellen (2012. március 7.)
  - Jesús Berrocal (Recreativo de Huelva) a CD Guadalajara ellen (2012. április 7.)
  - Ferran Corominas (Girona FC) a CD Guadalajara ellen (2012. május 5.)
  - Dani Nieto (Girona FC) a CD Alcoyano ellen (2012. május 12.)
  - Quini (AD Alcorcón) az Elche CF ellen (2012. május 16.)
- Legtöbb lőtt gól egy mérkőzésen: 6
  - Elche CF–AD Alcorcón 6–0 (2011. december 16.)
  - Real Murcia CF–Hércules CF 2–6 (2012. április 14.)
  - FC Cartagena–Villarreal CF B 6–2 (2012. május 27.)
  - Xerez CD–FC Barcelona B 0–6 (2012. június 3.)
- A szezon első öngólja: Ruymán Hernández (CD Guadalajara) az UD Las Palmas ellen (2011. augusztus 27.)
- Legtöbb egy félidő alatt lőtt gól: 4
  - Elche CF–AD Alcorcón 6–0 (2011. december 16.)
  - CD Numancia–Córdoba CF 5–0 (2012. február 18.)
  - Hércules CF–Girona FC 4–2 (2012. április 6.)
  - Real Murcia CF–Hércules CF 2–6 (2012. április 14.)
  - RC Celta de Vigo–FC Barcelona B 4–1 (2012. április 28.)
  - Villarreal CF B–UD Las Palmas 1–4 (2012. május 5.)
  - CD Alcoyano–Hércules CF 0–5 (2012. május 23.)
  - Xerez CD–FC Barcelona B 0–6 (2012. június 3.)
- Legtöbb vesztes csapat által szerzett gól: 3
  - Villarreal CF B–CE Sabadell FC 3–4 (2011. szeptember 3.)
  - Girona FC–Xerez CD 5–3 (2012. március 10.)
  - RC Deportivo de La Coruña–Elche CF 4–3 (2012. április 22.)
- A szezon első sárga lapja: Sergio Mantecón (Elche CF) a Girona FC ellen (2011. augusztus 26.)
- A szezon első piros lapja: Richi (Girona FC) az Elche CF ellen (2011. augusztus 26.)

## Csapatok autonóm közösségek szerint
|   | Autonóm közösség    |   | Csapatok                                 |
| - | ------------------- | - | ---------------------------------------- |
| 1 | Andalúzia           | 4 | Almería, Córdoba, Recreativo, Xerez      |
| 1 | Katalónia           | 4 | Barcelona B, Gimnàstic, Girona, Sabadell |
| 1 | Valencia            | 4 | Alcoyano, Elche, Hércules, Villarreal B  |
| 4 | Kasztília és León   | 2 | Numancia, Valladolid                     |
| 4 | Galicia             | 2 | Celta Vigo, Deportivo La Coruña          |
| 4 | Murcia              | 2 | Cartagena, Murcia                        |
| 7 | Aragónia            | 1 | Huesca                                   |
| 7 | Kanári-szigetek     | 1 | Las Palmas                               |
| 7 | Kasztília-La Mancha | 1 | Guadalajara                              |
| 7 | Madrid              | 1 | Alcorcón                                 |